# Andrzej Magiera
Andrzej Magiera – polski fizyk doświadczalny, profesor nauk fizycznych. Specjalizuje się w fizyce subatomowej – jądrowej i cząstek elementarnych. Profesor na Wydziale Fizyki, Astronomii i Informatyki Stosowanej Uniwersytetu Jagiellońskiego.

## Życiorys zawodowy
Stopień doktorski uzyskał w 1985 roku na Wydziale Matematyki i Fizyki Uniwersytetu Jagiellońskiego. Habilitował się na tym samym wydziale 30 marca 1998 roku na podstawie dorobku i pracy Studies of reaction mechanism in 12C+12C system at intermediate energy of 28.7 MeV/nucleon. Tytuł profesora nauk fizycznych otrzymał 21 października 2003.
Autor podręcznika do I pracowni fizycznej dla studentów fizyki Uniwersytetu Jagiellońskiego. Swoje prace publikował m.in. w Physical Review, International Journal of Modern Physics, Nuclear Physics, European Physics Journal, Physica Scripta, Physics Letters, Elsevier Science czy Acta Physica Polonica.